# クーパーテスト
クーパーテスト（もしくはクーパー走）はそれぞれの年齢や性別における有酸素運動時の体力区分を示す体力テストである。

## 概要
元々はアメリカ空軍の軍医であったケネス・クーパー博士が、心肺機能トレーニングの一環として開発したエアロビクス・プログラムの中で用いられた体力テストであった。
クーパー博士は有酸素運動の強度を個々の年齢や性別や身体能力に応じたものとすべく、有酸素運動における最大酸素摂取量を予測するための体力テストとして考案した。テストの内容としては平坦な走路での12分間における到達距離から体力区分をそれぞれ5つのグループに分ける方法をとっている。以下に示す表は、クーパーテストにおける体力区分のグループである。
| 年齢     | 性別 | 非常に良い | 良い          | 普通          | 悪い          | 非常に悪い |
| -------- | ---- | ---------- | ------------- | ------------- | ------------- | ---------- |
| 13-14歳  | 男性 | 2700 m以上 | 2400 - 2700 m | 2200 - 2399 m | 2100 - 2199 m | 2100 m以下 |
| 13-14歳  | 女性 | 2000 m以上 | 1900 - 2000 m | 1600 - 1899 m | 1500 - 1599 m | 1500 m以下 |
| 15-16歳  | 男性 | 2800 m以上 | 2500 - 2800 m | 2300 - 2499 m | 2200 - 2299 m | 2200 m以下 |
| 15-16歳  | 女性 | 2100 m以上 | 2000 - 2100 m | 1700 - 1999 m | 1600 - 1699 m | 1600 m以下 |
| 17-20歳  | 男性 | 3000 m以上 | 2700 - 3000 m | 2500 - 2699 m | 2300 - 2499 m | 2300 m以下 |
| 17-20歳  | 女性 | 2300 m以上 | 2100 - 2300 m | 1800 - 2099 m | 1700 - 1799 m | 1700 m以下 |
| 20-29歳  | 男性 | 2800 m以上 | 2400 - 2800 m | 2200 - 2399 m | 1600 - 2199 m | 1600 m以下 |
| 20-29歳  | 女性 | 2700 m以上 | 2200 - 2700 m | 1800 - 2199 m | 1500 - 1799 m | 1500 m以下 |
| 30-39歳  | 男性 | 2700 m以上 | 2300 - 2700 m | 1900 - 2299 m | 1500 - 1899 m | 1500 m以下 |
| 30-39歳  | 女性 | 2500 m以上 | 2000 - 2500 m | 1700 - 1999 m | 1400 - 1699 m | 1400 m以下 |
| 40-49歳  | 男性 | 2500 m以上 | 2100 - 2500 m | 1700 - 2099 m | 1400 - 1699 m | 1400 m以下 |
| 40-49歳  | 女性 | 2300 m以上 | 1900 - 2300 m | 1500 - 1899 m | 1200 - 1499 m | 1200 m以下 |
| 50歳以上 | 男性 | 2400 m以上 | 2000 - 2400 m | 1600 - 1999 m | 1300 - 1599 m | 1300 m以下 |
| 50歳以上 | 女性 | 2200 m以上 | 1700 - 2200 m | 1400 - 1699 m | 1100 - 1399 m | 1100 m以下 |

基本的に3km以上の長い距離を走ることが出来るアスリートは、ほとんど「非常に良い」グループに分けられてしまうため、さらにアスリート向けの区分も作られている。余談だが、5000mの元世界記録保持者であるケネニサ・ベケレの12分間での到達距離は約4750mの距離に達する。
| 性別 | 非常に良い | 良い          | 普通          | 悪い          | 非常に悪い |
| ---- | ---------- | ------------- | ------------- | ------------- | ---------- |
| 男性 | 3700 m以上 | 3400 - 3700 m | 3100 - 3399 m | 2800 - 3099 m | 2800 m以下 |
| 女性 | 3000 m以上 | 2700 - 3000 m | 2400 - 2699 m | 2100 - 2399 m | 2100 m以下 |